# Senda D
Senda D es una localidad boliviana perteneciente al municipio de Chimoré, ubicado en la provincia de Carrasco del departamento de Cochabamba. En cuanto a distancia, Senda D se encuentra a 204 km de la ciudad de Cochabamba, la capital departamental, a 6 km de Senda F y a 10 km de Chimoré. 
Según el último censo de 2012 realizado por el Instituto Nacional de Estadística de Bolivia (INE), la localidad cuenta con una población de 3100 habitantes y está situada a 200 metros sobre el nivel del mar.

## Demografía

### Población de Senda D
| Año  | Población | Fuente                  |
| ---- | --------- | ----------------------- |
| 1992 | 2015      | Censo boliviano de 1992 |
| 2001 | 2599      | Censo boliviano de 2001 |
| 2012 | 3100      | Censo boliviano de 2012 |

## Educación
| INSTITUCIONES EDUCATIVAS    | PLANTAS |
| --------------------------- | ------- |
| Unidad Educativa Senda D    | 2       |
| Colegio Senda D Secundaria  | 2       |
| Técnico Humanístico Senda D | 2       |